# 富山市立太田小学校
富山市立太田小学校（とやましりつ おおたしょうがっこう）は富山県富山市にある公立小学校。

## 沿革
個別に出典が提示されていない箇所の出典→。
- 1873年8月27日（富山県政史では8月7日と報告）[3] - 太田本郷刀尾神社本堂に本郷小学校を仮設。
- 1874年7月 - 太田本郷96番地に校舎新築移転。
- 1888年4月 - 又新（ゆうしん）小学校と改称。
- 1890年
  - 4月 - 大田尋常小学校と改称し、現在地に校舎を新築移転。
- 1893年4月 - 高等科を併置し、大田尋常高等小学校と改称。
- 1894年4月 - 尋常補習科を併置し、二階建ての校舎を増築。
- 1918年8月26日 - 新校舎の落成式[4]。
- 1919年3月 - 現在地に校舎を移転。
- 1940年4月 - 上新川郡太田国民学校と改称。
- 1942年5月 - 富山市立太田国民学校と改称。
- 1947年4月 - 富山市立太田小学校と改称。
- 1955年3月 - 新校歌を制定。
- 1961年4月 - 西番小学校と統合。
- 1965年1月 - 鉄筋造りの体育館が完成。
- 1968年8月31日 - 鉄筋3階建て新校舎（第1期）竣工。
- 1969年3月26日 - 鉄筋3階建て新校舎（第2期）竣工。
- 1970年4月 - 旧校舎を整理し、運動場を拡張。
- 1973年2月10日 - 鉄筋3階建て新校舎（第3期）竣工。
- 1975年4月1日 - 特殊学級を新設。
- 1976年7月31日 - プールを新設。
- 1978年3月15日 - 校舎を増築。
- 2016年8月 - 校舎の大規模改造工事が完成[5]。

## 通学区域
石屋、太田北区、太田向陽台、太田中区、太田南町、大場、大宮町、昭和新町、新名、城ヶ丘1区～5区、城新町、城村、城村新町、城若町、関、中屋、西番第1～第3、八川、横内第1～第2渋谷

## 進学先
- 富山市立山室中学校

## 周辺
- 富山県道174号上滝山室線